# Vena porta hepática
La vena porta es un grueso vaso sanguíneo que transporta la sangre desde el tracto gastrointestinal y el bazo hacia el hígado para que los nutrientes sean metabolizados. Está formada por la unión de la vena mesenterica superior y el tronco espleno-mesentericos

## Características
El sistema de la vena porta está interpuesto entre dos redes capilares opuestas. La primera, periférica, es visceral, y las venas que la drenan constituyen la vena porta. La segunda, hepática, se encuentra en la extremidad de las ramas terminales de la vena porta. 
Las modificaciones sufridas por la sangre en el hígado hacen de este una verdadera "glándula de secreción interna" con múltiples funciones. Entre estas dos redes capilares circula sangre venosa que no sufre ninguna modificación.
La vena porta es una vena muy voluminosa, por ejemplo, mide 1 cm  de diámetro en un ser humano adulto. Tiene paredes delgadas.

## Origen
Se sitúa en la parte media de la cara posterior del páncreas a nivel del istmo. Está formada por la convergencia de la vena mesentérica superior y el tronco espleno-mesenterico [(formado por la anastomosis de la vena esplénica con la vena mesenterica inferior)]. Este dispositivo está sometido a numerosas variaciones que recaen principalmente en la terminación de la vena mesentérica inferior, que puede terminar en la vena mesentérica superior, en la vena esplénica (formando el tronco esplenomesentérico) o directamente en la vena porta.
El origen de la vena porta puede sintetizarse como la reunión de dos elementos constantes: la vena mesentérica superior y la esplénica, y de dos venas variables en su terminación, la vena mesentérica inferior y la vena gástrica izquierda, terminación aún más variable.

## Tributarias de la vena porta hepática
- Vena esplénica
- Vena mesentérica superior
- Vena gástrica derecha
- Vena gástrica izquierda
- Vena pancreatoduodenal superior posterior